# Tractat constitutiu de la Unasur
El tractat constitutiu de Unasur va ser signat el 23 de maig de 2008 durant la tercera cimera del Consell de caps d'estat i de govern celebrada a Brasília, Brasil. Establint oficialment la Unió de Nacions Sud-americanes, una unió internacional de dotze estats sud-americans.

## Signataris

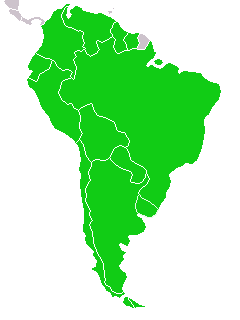
Estat de ratificació del Tractat Constitutiu de la Unasur dels dotze països signataris.
Ratificació completa

| Estat     | Signatari                 | Ratificat | Data de ratificació    |
| --------- | ------------------------- | --------- | ---------------------- |
| Argentina | Cristina Fernández        | Sí        | 2 d'agost de 2010      |
| Bolívia   | Evo Morales               | Sí        | 11 de març de 2009     |
| Brasil    | Luiz Inácio Lula da Silva | Sí        | 14 de juliol de 2011   |
| Colòmbia  | Álvaro Uribe Vélez        | Sí        | 28 de gener de 2011    |
| Equador   | Rafael Correa             | Sí        | 15 de juliol de 2009   |
| Guyana    | Bharrat Jagdeo            | Sí        | 12 de febrer de 2010   |
| Paraguai  | Nicanor Duarte            | Sí        | 9 de juny de 2011      |
| Perú      | Alan García               | Sí        | 11 de maig de 2010     |
| Surinam   | Ronald Venetiaan          | Sí        | 5 de novembre de 2010  |
| Uruguai   | Rodolfo Nin Novoa         | Sí        | 30 de novembre de 2010 |
| Veneçuela | Hugo Chávez               | Sí        | 13 de març de 2010     |
| Xile      | Michelle Bachelet         | Sí        | 22 de novembre de 2010 |

## Ratificació
El tractat constitutiu de la Unió de Nacions Sud-americanes va entrar en vigor trenta dies després de la data de recepció de la novena ratificació. A partir de novembre de 2010, nou països van ratificar l'esmentat tractat: Argentina, Bolívia, Equador, Guyana, Perú, Surinam, Uruguai, Veneçuela i Xile.

## Protocol addicional
El 26 de novembre de 2010, durant la Cimera de la Unasur de 2010, quarta reunió del Consell de caps d'estat i de govern, a Guyana, els mandataris van introduir una clàusula democràtica en el tractat constitutiu de la Unió de Nacions Sud-americanes. El nou punt especifica les mesures que han d'adoptar-se contra els estats membres els governs dels quals no siguin respectats. La clàusula estableix sancions, tals com el bloqueig de les fronteres i la suspensió del comerç, contra l'estat que pateixi un intent de cop. La decisió d'incloure una clàusula democràtica es va prendre després de la crisi diplomàtica del 2010 a l'Equador, la qual va amenaçar breument l'administració del president Rafael Correa. El protocol addicional va ser signat per tots els estats membres de la Unasur.